# Idiocerus carolina
Idiocerus carolina är en insektsart som beskrevs av Hamilton 1980. Idiocerus carolina ingår i släktet Idiocerus och familjen dvärgstritar. Inga underarter finns listade i Catalogue of Life.